# リユニオン (ゲイリー・バートンのアルバム)
『リユニオン』（Reunion）は、アメリカ合衆国のジャズ・ヴィブラフォン奏者、ゲイリー・バートンが1989年に録音・1990年に発表したスタジオ・アルバム。

## 背景
本作に参加したパット・メセニーは、1974年から1977年にバートンのグループで活動し、1988年のモントリオール国際ジャズフェスティバルで、メセニーのステージにバートンがゲスト参加して約12年ぶりの共演を果たし、それが本作の制作につながった。「ザ・チーフ」はメセニーが1983年に作った曲だが、正式な録音は本作が初めてで、タイトルはバートンのニックネームに由来している。
収録曲のうち3曲を提供したポロ・オルティは、当時25歳のスペイン人ピアニストで、バートンがマドリードで行ったワークショップに参加し、バートンにデモテープを渡したことから目に留まった。

## 反響・評価
アメリカでは『ビルボード』のジャズ・アルバム・チャートで1位を獲得した。
メセニー作の「ザ・チーフ」は、第33回グラミー賞で最優秀インストゥルメンタル作曲賞にノミネートされたが、最終的には同じくメセニーの曲である「チェンジ・オブ・ハート」（アルバム『クエスチョン・アンド・アンサー』収録曲）が同賞を受賞した。スコット・ヤナウはオールミュージックにおいて5点満点中4点を付け「個々の曲はそれほど印象に残らないが、グループのサウンドは実に魅力的で、バートンがメセニーに鼓舞されている」と評している。

## 収録曲
特記なき楽曲はパット・メセニー作曲。11.はCDボーナス・トラック。
1. オータム - "Autumn" (Polo Orti) - 4:26
2. リユニオン - "Reunion" (Mitchel Forman) - 5:17
3. オリジン - "Origin" (M. Forman) - 6:32
4. ウィル・ユー・セイ・ユー・ウィル - "Will You Say You Will" (Vince Mendoza) - 4:56
5. ハウス・オン・ザ・ヒル - "House on the Hill " - 5:41
6. パナマ - "Panama" (Paul Meyers) - 5:39
7. チェアズ・アンド・チルドレン - "Chairs and Children" (V. Mendoza) - 5:57
8. ウォズント・オーウェイズ・イージー - "Wasn't Always Easy" - 5:08
9. ザ・チーフ - "The Chief" - 4:18
10. ティエンポス・フェリース - "Tiempos Felice (Happy Times)" (P. Orti) - 4:14
11. クイック・アンド・ランニング - "Quick and Running" (P. Orti) - 6:42

## 参加ミュージシャン
- ゲイリー・バートン - ヴィブラフォン
- パット・メセニー - ギター
- ミッチェル・フォアマン - ピアノ、キーボード
- ウィル・リー - ベース
- ピーター・アースキン - ドラムス